# Liste der Nationalbibliotheken
Die Liste der Nationalbibliotheken führt die Nationalbibliotheken der Welt auf.
| Land                                                  | Name | Sitz                                       | Kontinent               |
| ----------------------------------------------------- | --- | ------------------------------------------ | ----------------------- |
| Abchasien (zu Georgien)                               | Nationalbibliothek I.G. Papaskir                                                                                    | Sochumi                                    | Asien                   |
| Ägypten                                               | Ägyptische Nationalbibliothek                                                                                       | Kairo                                      | Afrika                  |
| Äquatorialguinea                                      | Biblioteca Nacional de Guinea Ecuatorial                                                                            | Malabo                                     | Afrika                  |
| Äthiopien                                             | Nationalarchiv und -bibliothek von Äthiopien                                                                        | Addis Abeba                                | Afrika                  |
| Afghanistan                                           | Nationalbibliothek von Afghanistan                                                                                  | Kabul                                      | Asien                   |
| Åland (zu Finnland)                                   | Mariehamns Stadsbibliotek                                                                                           | Mariehamn                                  | Europa                  |
| Albanien                                              | Nationalbibliothek Albaniens                                                                                        | Tirana                                     | Europa                  |
| Algerien                                              | Nationalbibliothek Algeriens                                                                                        | Algier                                     | Afrika                  |
| Andorra                                               | Biblioteca Nacional d’Andorra                                                                                       | Andorra la Vella                           | Europa                  |
| Angola                                                | Biblioteca Nacional de Angola                                                                                       | Luanda                                     | Afrika                  |
| Antigua und Barbuda                                   | Nationalbibliothek von Antigua und Barbuda                                                                          | Saint John’s                               | Nordamerika             |
| Argentinien                                           | Nationalbibliothek der Republik Argentinien, Biblioteca Nacional de Aeronáutica                                     | Buenos Aires                               | Südamerika              |
| Armenien                                              | Armenische Nationalbibliothek                                                                                       | Jerewan                                    | Asien                   |
| Aruba                                                 | Biblioteca Nacional Aruba                                                                                           | Oranjestad                                 | Südamerika              |
| Aserbaidschan                                         | Aserbaidschanische Nationalbibliothek                                                                               | Baku                                       | Asien                   |
| Australien                                            | National Library of Australia                                                                                       | Canberra                                   | Australien und Ozeanien |
| Bahamas                                               | College of The Bahamas Library                                                                                      | Nassau                                     | Nordamerika             |
| Bahrain                                               | Nationalbibliothek Scheich Isa bin Salman Al Chalifa                                                                | Manama                                     | Asien                   |
| Bangladesch                                           | Nationalbibliothek von Bangladesch                                                                                  | Dhaka                                      | Asien                   |
| Barbados                                              | National Library Service of Barbados                                                                                | Bridgetown                                 | Nordamerika             |
| Belarus                                               | Nationalbibliothek von Belarus                                                                                      | Minsk                                      | Europa                  |
| Belgien                                               | Königliche Bibliothek Belgiens                                                                                      | Brüssel                                    | Europa                  |
| Belize                                                | National Library Service of Belize                                                                                  | Belize City                                | Nordamerika             |
| Benin                                                 | Bibliothèque nationale du Bénin                                                                                     | Porto-Novo                                 | Afrika                  |
| Bermuda (zum Vereinigten Königreich)                  | Bermuda National Library                                                                                            | Hamilton                                   | Nordamerika             |
| Bhutan                                                | Nationalbibliothek von Bhutan                                                                                       | Thimphu                                    | Asien                   |
| Bolivien                                              | Archivo y Biblioteca Nacional de Bolivia                                                                            | Sucre                                      | Südamerika              |
| Bosnien und Herzegowina                               | Vijećnica | Sarajevo                                   | Europa                  |
| Brasilien                                             | Brasilianische Nationalbibliothek                                                                                   | Rio de Janeiro                             | Südamerika              |
| Botswana                                              | National Library Service of Botswana                                                                                | Gaborone                                   | Afrika                  |
| Brunei                                                | Dewan Bahasa dan Pustaka Library                                                                                    | Bandar Seri Begawan                        | Asien                   |
| Bulgarien                                             | Nationalbibliothek der Heiligen Kyrill und Method                                                                   | Sofia                                      | Europa                  |
| Burkina Faso                                          | Bibliothèque Nationale du Burkina Faso                                                                              | Ouagadougou                                | Afrika                  |
| Burundi                                               | Bibliothèque Nationale du Burundi                                                                                   | Bujumbura                                  | Afrika                  |
| Chile                                                 | Chilenische Nationalbibliothek                                                                                      | Santiago de Chile                          | Südamerika              |
| Volksrepublik China                                   | Chinesische Nationalbibliothek                                                                                      | Peking                                     | Europa                  |
| Cookinseln (zu Neuseeland)                            | National Library of the Cook Islands                                                                                | Avarua                                     | Australien und Ozeanien |
| Costa Rica                                            | Nationalbibliothek von Costa Rica, Biblioteca Nacional de Salud y Seguridad Social                                  | San José                                   | Nordamerika             |
| Dänemark                                              | Dänische Königliche Bibliothek                                                                                      | Kopenhagen                                 | Europa                  |
| Deutschland                                           | Deutsche Nationalbibliothek                                                                                         | Leipzig, Frankfurt am Main                 | Europa                  |
| Dominica                                              | Public Library | Roseau                                     | Nordamerika             |
| Dominikanische Republik                               | Biblioteca Nacional Pedro Henríquez Ureña                                                                           | Santo Domingo                              | Nordamerika             |
| Dschibuti                                             | Centre National de Documentation de Djibouti                                                                        | Dschibuti (Stadt)                          | Afrika                  |
| Ecuador                                               | Biblioteca Nacional del Ecuador                                                                                     | Quito                                      | Südamerika              |
| Elfenbeinküste                                        | Bibliothèque Nationale de Côte d’Ivoire                                                                             | Abidjan                                    | Afrika                  |
| El Salvador                                           | Nationalbibliothek El Salvadors                                                                                     | San Salvador                               | Nordamerika             |
| Eritrea                                               | Forschungs- und Dokumentationszentrum von Eritrea                                                                   | Asmara                                     | Afrika                  |
| Estland                                               | Estnische Nationalbibliothek                                                                                        | Tallinn                                    | Europa                  |
| Eswatini                                              | Swaziland National Library Service                                                                                  | Mbabane                                    | Afrika                  |
| Färöer (zu Dänemark)                                  | Landesbibliothek der Färöer                                                                                         | Tórshavn                                   | Europa                  |
| Fidschi                                               | Library Service of Fiji                                                                                             | Suva                                       | Australien und Ozeanien |
| Finnland                                              | Finnische Nationalbibliothek                                                                                        | Helsinki                                   | Europa                  |
| Frankreich                                            | Bibliothèque nationale de France, Bibliothèque nationale et universitaire de Strasbourg                             | Paris, Straßburg                           | Europa                  |
| Gabun                                                 | Direction générale des Archives nationales, de la Bibliothèque nationale et de la Documentation gabonaise (DGABD)   | Libreville                                 | Afrika                  |
| Gambia                                                | National Library of The Gambia                                                                                      | Banjul                                     | Afrika                  |
| Georgien                                              | Nationale Parlamentsbibliothek Georgiens                                                                            | Tiflis                                     | Asien                   |
| Ghana                                                 | George Padmore Research Library                                                                                     | Accra                                      | Afrika                  |
| Grenada                                               | Grenada Public Library                                                                                              | St. George’s                               | Nordamerika             |
| Griechenland                                          | Griechische Nationalbibliothek                                                                                      | Athen                                      | Europa                  |
| Grönland (zu Dänemark)                                | Nunatta Atuagaateqarfia                                                                                             | Nuuk                                       | Nordamerika             |
| Guatemala                                             | Biblioteca Nacional de Guatemala „Luis Cardoza y Aragón“                                                            | Guatemala-Stadt                            | Nordamerika             |
| Guinea                                                | Bibliothèque Nationale de Guinée                                                                                    | Conakry                                    | Afrika                  |
| Guinea-Bissau                                         | Instituto Nacional de Estudos e Pesquisa, Biblioteca Pública                                                        | Bissau                                     | Afrika                  |
| Guyana                                                | National Library of Guyana                                                                                          | Georgetown                                 | Südamerika              |
| Haiti                                                 | Bibliothèque Nationale d′Haïti                                                                                      | Port-au-Prince                             | Nordamerika             |
| Honduras                                              | Biblioteca Nacional de Honduras                                                                                     | Tegucigalpa                                | Nordamerika             |
| Hongkong (zur Volksrepublik China)                    | Hong Kong Central Library                                                                                           | Wan Chai District                          | Asien                   |
| Indien                                                | Indische Nationalbibliothek                                                                                         | Kalkutta                                   | Asien                   |
| Indonesien                                            | Perpustakaan Nasional Republik Indonesia                                                                            | Jakarta                                    | Asien                   |
| Irak                                                  | Nationalbibliothek und -archiv des Irak                                                                             | Bagdad                                     | Asien                   |
| Iran                                                  | Iranische Nationalbibliothek                                                                                        | Teheran                                    | Asien                   |
| Irland                                                | Irische Nationalbibliothek                                                                                          | Dublin                                     | Europa                  |
| Island                                                | National- und Universitätsbibliothek Islands                                                                        | Reykjavík                                  | Europa                  |
| Isle of Man (zum Vereinigten Königreich)              | Manx National Heritage                                                                                              | Douglas                                    | Europa                  |
| Israel                                                | Israelische Nationalbibliothek                                                                                      | Jerusalem                                  | Asien                   |
| Italien                                               | Italienische Nationalbibliotheken                                                                                   | Florenz, Rom                               | Europa                  |
| Jamaika                                               | National Library of Jamaica                                                                                         | Kingston                                   | Nordamerika             |
| Japan                                                 | Nationale Parlamentsbibliothek                                                                                      | Tokio, Kyōto                               | Asien                   |
| Jemen                                                 | Nationalbibliothek von Jemen                                                                                        | Aden                                       | Asien                   |
| Jersey (zum Vereinigten Königreich)                   | Jersey Library | Saint Helier                               | Europa                  |
| Jordanien                                             | National Library of Jordan                                                                                          | Amman                                      | Asien                   |
| Britische Jungferninseln (zum Vereinigten Königreich) | Library Services Department                                                                                         | Road Town                                  | Nordamerika             |
| Kambodscha                                            | Nationalbibliothek von Kambodscha                                                                                   | Phnom Penh                                 | Asien                   |
| Kamerun                                               | Bibliothèque Nationale du Cameroun                                                                                  | Yaoundé                                    | Afrika                  |
| Kanada                                                | Library and Archives Canada                                                                                         | Ottawa                                     | Nordamerika             |
| Kap Verde                                             | Biblioteca Nacional de Cabo Verde                                                                                   | Praia                                      | Afrika                  |
| Kasachstan                                            | Kasachische Nationalbibliothek                                                                                      | Almaty                                     | Asien                   |
| Katalonien (zu Spanien)                               | Biblioteca de Catalunya                                                                                             | Barcelona                                  | Europa                  |
| Katar                                                 | Nationalbibliothek Katars                                                                                           | Doha                                       | Asien                   |
| Kenia                                                 | National Library Service of Kenya                                                                                   | Nairobi                                    | Afrika                  |
| Kiribati                                              | National Library and Archives of Kiribati                                                                           | South Tarawa                               | Australien und Ozeanien |
| Kirgisistan                                           | Nationalbibliothek der Kirgisischen Republik                                                                        | Bischkek                                   | Asien                   |
| Kolumbien                                             | Kolumbianische Nationalbibliothek                                                                                   | Bogotá                                     | Südamerika              |
| Komoren                                               | Centre National de Documentation et de Recherche Scientifique                                                       | Moroni                                     | Afrika                  |
| Demokratische Republik Kongo                          | Bibliothèque Nationale de la République Démocratique du Congo                                                       | Kinshasa                                   | Afrika                  |
| Republik Kongo                                        | Bibliothèque Nationale Populaire                                                                                    | Brazzaville                                | Afrika                  |
| Kosovo                                                | National- und Universitätsbibliothek des Kosovo                                                                     | Priština                                   | Europa                  |
| Kroatien                                              | National- und Universitätsbibliothek Zagreb                                                                         | Zagreb                                     | Europa                  |
| Kuba                                                  | Biblioteca Nacional de Cuba José Martí                                                                              | Havanna                                    | Nordamerika             |
| Kuwait                                                | Nationalbibliothek von Kuwait                                                                                       | Kuwait                                     | Asien                   |
| Laos                                                  | Nationalbibliothek von Laos                                                                                         | Vientiane                                  | Asien                   |
| Lesotho                                               | Lesotho National Library Services                                                                                   | Maseru                                     | Afrika                  |
| Lettland                                              | Lettische Nationalbibliothek                                                                                        | Riga                                       | Europa                  |
| Libanon                                               | Libanesische Nationalbibliothek                                                                                     | Beirut                                     | Asien                   |
| Liberia                                               | National Library of Liberia                                                                                         | Monrovia                                   | Afrika                  |
| Libyen                                                | Nationalbibliothek von Libyen                                                                                       | Bengasi                                    | Afrika                  |
| Liechtenstein                                         | Liechtensteinische Landesbibliothek                                                                                 | Vaduz                                      | Europa                  |
| Litauen                                               | Litauische Martynas-Mažvydas-Nationalbibliothek                                                                     | Vilnius                                    | Europa                  |
| Luxemburg                                             | Bibliothèque nationale de Luxembourg                                                                                | Luxemburg (Stadt)                          | Europa                  |
| Macau (zur Volksrepublik China)                       | Biblioteca Central de Macau                                                                                         | Freguesia de São Lazaro                    | Asien                   |
| Madagaskar                                            | Bibliothèque Nationale de Madagascar                                                                                | Antananarivo                               | Afrika                  |
| Malawi                                                | National Library Service of Malawi                                                                                  | Lilongwe                                   | Afrika                  |
| Malaysia                                              | Perpustakaan Negara Malaysia                                                                                        | Kuala Lumpur                               | Asien                   |
| Malediven                                             | National Library of Maldives                                                                                        | Malé                                       | Afrika                  |
| Mali                                                  | Direction Nationale des Bibliothèques et de la Documentation                                                        | Bamako                                     | Afrika                  |
| Malta                                                 | Nationalbibliothek Malta                                                                                            | Valletta                                   | Europa                  |
| Marokko                                               | Bibliotheque Nationale du Royaume du Maroc, Bibliothèque Générale et Archives                                       | Rabat, Tétouan                             | Afrika                  |
| Marshallinseln                                        | keine – Funktion teilweise erfüllt durch Alele Museum & Public Library und die Bibliothek des Obersten Gerichtshofs | Majuro                                     | Australien und Ozeanien |
| Mauretanien                                           | Bibliothèque Nationale de Mauritanie                                                                                | Nouakchott                                 | Afrika                  |
| Mauritius                                             | Nationalbibliothek von Mauritius                                                                                    | Port Louis                                 | Afrika                  |
| Mazedonien                                            | National- und Universitätsbibliothek „Heiliger Kliment von Ohrid“                                                   | Skopje                                     | Europa                  |
| Mexiko                                                | Biblioteca Nacional de México, Hemeroteca Nacional de México                                                        | Mexiko-Stadt                               | Nordamerika             |
| Mikronesien                                           | Congress of Micronesia Library (genauer Status unklar)                                                              | Palikir                                    | Australien und Ozeanien |
| Moldau                                                | Nationalbibliothek der Republik Moldau                                                                              | Chișinău                                   | Europa                  |
| Monaco                                                | Bibliothèque Louis Notari                                                                                           | Monaco                                     | Europa                  |
| Mongolei                                              | Nationalbibliothek der Mongolei                                                                                     | Ulaanbaatar                                | Asien                   |
| Montenegro                                            | Nationalbibliothek Montenegros                                                                                      | Cetinje                                    | Europa                  |
| Mosambik                                              | Biblioteca Nacional de Moçambique                                                                                   | Maputo                                     | Afrika                  |
| Myanmar (Birma)                                       | Nationalbibliothek von Myanmar                                                                                      | Rangun                                     | Asien                   |
| Namibia                                               | Nationalbibliothek von Namibia                                                                                      | Windhoek                                   | Afrika                  |
| Nauru                                                 | (unbekannt) | –                                          | Australien und Ozeanien |
| Nepal                                                 | Nationalbibliothek von Nepal                                                                                        | Lalitpur (Pulchowk Campus)                 | Asien                   |
| Neuseeland                                            | National Library of New Zealand                                                                                     | Wellington                                 | Australien und Ozeanien |
| Nicaragua                                             | Biblioteca Nacional de Nicaragua Rubén Darío, Biblioteca Nacional de Salud                                          | Managua                                    | Nordamerika             |
| Niederlande                                           | Königliche Bibliothek der Niederlande                                                                               | Den Haag                                   | Europa                  |
| Niger                                                 | Direction des Archives nationales du Niger                                                                          | Niamey                                     | Afrika                  |
| Nigeria                                               | National Library of Nigeria                                                                                         | Lagos                                      | Afrika                  |
| Nordkorea                                             | Große Studienhalle des Volkes                                                                                       | Pjöngjang                                  | Asien                   |
| Norwegen                                              | Nasjonalbiblioteket                                                                                                 | Oslo, Mo i Rana                            | Europa                  |
| Österreich                                            | Österreichische Nationalbibliothek                                                                                  | Wien                                       | Europa                  |
| Oman                                                  | Bibliothek der Sultan-Qabus-Universität                                                                             | Maskat                                     | Asien                   |
| Osttimor                                              | Nationalbibliothek von Osttimor                                                                                     | Dili                                       | Asien                   |
| Pakistan                                              | Pakistanische Nationalbibliothek                                                                                    | Islamabad                                  | Asien                   |
| Palau                                                 | Palau Congressional Library                                                                                         | Koror                                      | Australien und Ozeanien |
| Panama                                                | Biblioteca Nacional de Panamá                                                                                       | Panama-Stadt                               | Nordamerika             |
| Papua-Neuguinea                                       | National Library of Papua New Guinea                                                                                | Port Moresby                               | Australien und Ozeanien |
| Paraguay                                              | Biblioteca Nacional del Paraguay, Biblioteca Nacional de Agricultura                                                | Asunción                                   | Südamerika              |
| Peru                                                  | Biblioteca Nacional del Perú                                                                                        | Lima                                       | Südamerika              |
| Philippinen                                           | Nationalbibliothek der Philippinen                                                                                  | Manila                                     | Asien                   |
| Polen                                                 | Biblioteka Narodowa, Jagiellonische Bibliothek                                                                      | Warschau, Krakau                           | Europa                  |
| Portugal                                              | Biblioteca Nacional de Portugal                                                                                     | Lissabon                                   | Europa                  |
| Québec (zu Kanada)                                    | Bibliothèque et Archives nationales du Québec                                                                       | Montreal                                   | Nordamerika             |
| Ruanda                                                | Bibliothèque Nationale du Rwanda                                                                                    | Kigali                                     | Afrika                  |
| Rumänien                                              | Rumänische Nationalbibliothek                                                                                       | Bukarest                                   | Europa                  |
| Russland                                              | Russische Staatsbibliothek, Russische Nationalbibliothek, Bibliothek des Präsidenten B. N. Jelzin                   | Moskau, Sankt Petersburg, Sankt Petersburg | Europa, Asien           |
| Salomonen                                             | National Library Service of the Solomon Islands                                                                     | Honiara                                    | Australien und Ozeanien |
| Sambia                                                | Zambia Library Service                                                                                              | Lusaka                                     | Afrika                  |
| Samoa                                                 | Samoa Public Library                                                                                                | Apia                                       | Australien und Ozeanien |
| San Marino                                            | Biblioteca di Stato e Beni Librari                                                                                  | Stadt San Marino                           | Europa                  |
| São Tomé und Príncipe                                 | Biblioteca Nacional de São Tomé e Príncipe                                                                          | São Tomé                                   | Afrika                  |
| Saudi-Arabien                                         | Nationalbibliothek König Fahd                                                                                       | Riad                                       | Asien                   |
| Schottland (zum Vereinigten Königreich)               | National Library of Scotland                                                                                        | Edinburgh                                  | Europa                  |
| Schweden                                              | Königliche Bibliothek zu Stockholm                                                                                  | Stockholm                                  | Europa                  |
| Schweiz                                               | Schweizerische Nationalbibliothek                                                                                   | Bern                                       | Europa                  |
| Senegal                                               | Bibliothèque nationale du Sénégal (auch Bibliothèque des Archives nationales du Sénégal)                            | Dakar                                      | Afrika                  |
| Serbien                                               | Serbische Nationalbibliothek                                                                                        | Belgrad                                    | Europa                  |
| Seychellen                                            | Nationalbibliothek der Seychellen                                                                                   | Victoria                                   | Afrika                  |
| Sierra Leone                                          | Sierra Leone Library Board                                                                                          | Freetown                                   | Afrika                  |
| Simbabwe                                              | National Free Library of Zimbabwe                                                                                   | Bulawayo                                   | Afrika                  |
| Singapur                                              | Nationalbibliothek Singapur                                                                                         | Singapur                                   | Asien                   |
| Slowakei                                              | Slowakische Nationalbibliothek                                                                                      | Martin                                     | Europa                  |
| Slowenien                                             | Slowenische National- und Universitätsbibliothek                                                                    | Ljubljana                                  | Europa                  |
| Somalia                                               | Nationalbibliothek von Somalia                                                                                      | Mogadischu                                 | Afrika                  |
| Somaliland (zu Somalia)                               | (unbekannt) | –                                          | Afrika                  |
| Spanien                                               | Spanische Nationalbibliothek                                                                                        | Madrid                                     | Europa                  |
| Sri Lanka                                             | Nationalbibliothek von Sri Linka                                                                                    | Colombo                                    | Asien                   |
| Republika Srpska (zu Bosnien-Herzegowina)             | National- und Universitätsbibliothek der Republika Srpska                                                           | Banja Luka                                 | Europa                  |
| St. Kitts und Nevis                                   | Charles A. Halbert Public Library                                                                                   | Basseterre                                 | Nordamerika             |
| St. Lucia                                             | Central Library of Saint Lucia                                                                                      | Castries                                   | Nordamerika             |
| St. Vincent und die Grenadinen                        | Kingstown Public Library                                                                                            | Kingstown                                  | Nordamerika             |
| Sudan                                                 | Nationalbibliothek von Sudan                                                                                        | Khartum                                    | Afrika                  |
| Südafrika                                             | National Library of South Africa                                                                                    | Kapstadt, Pretoria                         | Afrika                  |
| Südkorea                                              | Koreanische Nationalbibliothek, Nationalbibliothek für Kinder und Jugendliche                                       | Seoul                                      | Asien                   |
| Südsudan                                              | keine echte Nationalbibliothek (Bibliothek der Universität Juba; Nationalarchiv von Südsudan)                       | Juba                                       | Afrika                  |
| Suriname                                              | keine echte Nationalbibliothek, Online-Bibliothek als Ersatz                                                        | –                                          | Südamerika              |
| Syrien                                                | Nationalbibliothek Al-Assad                                                                                         | Damaskus                                   | Asien                   |
| Tadschikistan                                         | Staatsbibliothek von Tadschikistan                                                                                  | Duschanbe                                  | Asien                   |
| Taiwan (Republik China)                               | National Central Library                                                                                            | Taipeh                                     | Asien                   |
| Tansania                                              | National Central Library                                                                                            | Daressalam                                 | Afrika                  |
| Tatarstan (zu Russland)                               | Nationalbibliothek der Republik Tatarstan                                                                           | Kasan                                      | Asien                   |
| Thailand                                              | Nationalbibliothek Thailands                                                                                        | Bangkok                                    | Asien                   |
| Togo                                                  | Bibliothèque Nationale du Togo                                                                                      | Lomé                                       | Afrika                  |
| Trinidad und Tobago                                   | National Library and Information System                                                                             | Port of Spain                              | Nordamerika             |
| Tschad                                                | Bibliothèque Nationale du Tchad                                                                                     | N’Djamena                                  | Afrika                  |
| Tschechien                                            | Nationalbibliothek der Tschechischen Republik                                                                       | Prag                                       | Europa                  |
| Tunesien                                              | Nationalbibliothek Tunesiens                                                                                        | Tunis                                      | Afrika                  |
| Türkei                                                | Türkische Nationalbibliothek, Nationalbibliothek von Izmir                                                          | Ankara, Izmir                              | Europa, Asien           |
| Turkmenistan                                          | Nationalbibliothek von Turkmenistan                                                                                 | Aşgabat                                    | Asien                   |
| Tuvalu                                                | Tuvalu National Library and Archives                                                                                | Funafuti                                   | Australien und Ozeanien |
| Uganda                                                | National Library of Uganda                                                                                          | Kampala                                    | Afrika                  |
| Ukraine                                               | Wernadskyj-Nationalbibliothek der Ukraine                                                                           | Kiew                                       | Europa                  |
| Ungarn                                                | Széchényi-Nationalbibliothek                                                                                        | Budapest                                   | Europa                  |
| Uruguay                                               | Biblioteca Nacional del Uruguay                                                                                     | Montevideo                                 | Südamerika              |
| Usbekistan                                            | Nationalbibliothek von Usbekistan                                                                                   | Taschkent                                  | Asien                   |
| Vanuatu                                               | Nationalbibliothek von Vanuatu                                                                                      | Port Vila                                  | Australien und Ozeanien |
| Vatikanstaat                                          | Vatikanische Apostolische Bibliothek                                                                                | Vatikanstadt                               | Europa                  |
| Venezuela                                             | Biblioteca Nacional de Venezuela                                                                                    | Caracas                                    | Südamerika              |
| Vereinigte Arabische Emirate                          | Kulturstiftung Nationalbibliothek                                                                                   | Abu Dhabi                                  | Asien                   |
| Vereinigte Staaten                                    | Library of Congress                                                                                                 | Washington, D.C.                           | Nordamerika             |
| Vereinigtes Königreich                                | British Library | London                                     | Europa                  |
| Vietnam                                               | Nationalbibliothek von Vietnam                                                                                      | Hanoi                                      | Asien                   |
| Wales (zum Vereinigten Königreich)                    | National Library of Wales                                                                                           | Aberystwyth                                | Europa                  |
| Zentralafrikanische Republik                          | Bibliothèque nationale de la République centrafricaine (seit 1987 gesetzlich beschlossen, bisher nicht existent)    | –                                          | Afrika                  |
| Republik Zypern                                       | Zypriotische Bibliothek                                                                                             | Nikosia                                    | Asien                   |
| Türkische Republik Nordzypern                         | Millî Kütüphane | Nord-Nikosia                               | Asien                   |